# AM Canum Venaticorum-variabel
AM Canum Venaticorum-variabeln är en ovanlig typ av kataklysmisk variabel, med tätt cirkulerande dubbelstjärnor och mycket kort omloppstid på 10 – 65 minuter. De har spektra som domineras av helium och kallas även heliumdvärgnovor, eftersom de saknar väte i sitt spektrum eller har mycket svaga linjer. De räknas dock inte till dvärgnovorna, utan är endast dvärgnovaliknande.
Karaktäristiskt för dessa variabler är att de kan hamna i tre olika tillstånd: i utbrott, i ljusstarkt tillstånd och i ljussvagt tillstånd.
Prototypstjärnan AM Canum Venaticorum varierar mellan visuell magnitud +14,0 och 14,4 med en period av 0,01190662 dygn eller 17,14553 minuter.